# Porospora soyeri
Porospora soyeri is een soort in de taxonomische indeling van de Myzozoa, een stam van microscopische parasitaire dieren. Het organisme komt uit het geslacht Porospora en behoort tot de familie Porosporidae. Porospora soyeri werd in 1965 ontdekt door Theodorides.